# Empty Nest
Empty Nest is een Amerikaanse komedieserie die op de Amerikaanse televisie werd uitgezonden van 1988 tot 1995. De serie was een spin-off van The Golden Girls en leidde tot spin-off Nurses.
Centraal in Empty Nest staat kinderarts Harry Weston uit Miami. Nadat hij weduwnaar is geworden trekken zijn twee volwassen dochters, Carol en Barbara, weer bij hem in.
In Vlaanderen was de reeks te zien op VTM en later op KanaalTwee. Veronica bracht als publieke omroep de serie in Nederland op de buis. RTL 4 zond eerder herhalingen uit. Comedy Central Family is begonnen met herhalingen uit te zenden in maart 2013.

## Verhaal
De serie volgt kinderarts dr. Harry Weston na de dood van diens vrouw. Hij moet nu samen met zijn twee nog inwonende maar volwassen dochters, het huishouden regelen en vader én moeder tegelijk zijn. Daarnaast is hij ook werkzaam in het ziekenhuis op de kinderafdeling. Gelukkig voor hem kan hij daar rekenen op de bazige LaVerne die zowel de patiëntjes als de dokter stevig onder de duim heeft. Het zijn de dochters die Weston de nodige hoofdbrekens kosten. Zijn oudste dochter Carol is een neuroot. Ze is pas gescheiden en wanhopig op zoek naar een nieuwe man. Ze ligt regelmatig overhoop met haar jongere zusje Barbara. Barbara is het tegenovergestelde. Ze is een keiharde politievrouw die undercover werkt. Weston moet regelmatig ingrijpen als de ruzies uit de hand lopen of troost bieden als er weer eens sprake is van een misgelopen relatie. Troost vindt hij bij zijn gigantische hond Dreyfuss. Regelmatig krijgt Weston bezoek van zijn buurman Charley. Charley is werkzaam op cruiseschepen en doet zich voor als iemand die aan elke vinger tien vrouwen kan krijgen. Vervelend voor hem lijken de vrouwen zich dit echter niet te realiseren. Charley komt ongevraagd binnen, eet de lekkere hapjes van Westons bord en probeert Carol te versieren met zijn vrouwonvriendelijke opmerkingen. Hoewel de onzekere Carol niet altijd weerwoord heeft, weet Barbara hem met haar scherpe tong weer het huis uit te jagen. Als Barbara na enige tijd het huis verlaat, komt de jongste dochter van Harry, Emily, inwonen. Zij verlaat ook weer het huis en na een tijdje komt Barbara weer terug. Aanvankelijk werkt Dr. Weston in het ziekenhuis met LaVerne als zijn assistente, als hij met pensioen gaat , helpt hij Dr. Maxine Douglas die een slechtlopende kliniek in de binnenstad leidt. Weston wordt daar verenigd met LaVerne die is ontslagen door de vervanger van Weston. Later raakt Carol zwanger van haar vriendje, de kunstenaar Patrick. Als Patrick haar laat zitten met het kind, voedt ze de baby alleen op.

## Cast
| Acteur           | Personage                          | Opmerkingen                              |
| ---------------- | ---------------------------------- | ---------------------------------------- |
| Richard Mulligan | Dr. Harry Weston                   |                                          |
| Kristy McNichol  | Officer Barbara Weston             |                                          |
| Dinah Manoff     | Carol Weston                       |                                          |
| Park Overall     | Laverne Higby Todd Kane            |                                          |
| David Leisure    | Charley Dietz                      |                                          |
| Estelle Getty    | Sophia Spirelli Petrillo-Weinstock |                                          |
| Paul Provenza    | Patrick Arcola                     |                                          |
| Lisa Rieffel     | Emily Weston                       |                                          |
| Marsha Warfield  | Dr. Maxine Douglas                 |                                          |
| Bear             | Dreyfuss (de hond)                 | soms ook gespeeld door Bears broer Julio |